# Cardiovascular Diabetology
Cardiovascular Diabetology is een internationaal, aan collegiale toetsing onderworpen, wetenschappelijk tijdschrift op het gebied van de cardiologie.
De naam wordt in literatuurverwijzingen meestal afgekort tot Cardiovasc. Diabetol.
Het wordt uitgegeven door BioMed Central.